# Richard Kroner
Richard Kroner (Breslavia, 8 marzo 1884 – Mammern, 2 novembre 1974) è stato un filosofo e storico della filosofia tedesco. Noto soprattutto per la sua opera Da cosa nasce cosa: introduzione al pensiero di Martin Heidegger (1922), che ha contribuito a diffondere il pensiero di Heidegger in Germania, Kroner è stato anche un importante studioso di filosofia antica, in particolare di Platone, Aristotele e Plotino, e ha scritto numerosi saggi su questi autori. 
Durante il periodo del nazismo in Germania, Kroner ha subito la censura del regime a causa delle sue origini ebraiche, e ha lasciato il paese nel 1937 per trasferirsi negli Stati Uniti, dove ha insegnato filosofia presso l'Università di Chicago e la New School for Social Research di New York.

## Biografia
Insegnò a Friburgo, a Dresda, a Kiel e (dal 1934) a Francoforte; dal 1910 al 1935 diresse la rivista Logos.
Allievo di Heinrich Rickert, si formò in ambiente neokantiano, interessandosi alla tematica della filosofia dei valori. Successivamente si avvicinò all'idealismo, diventando uno dei principali neohegeliani. Kroner inserisce la ripresa di temi hegeliani in una concezione più generale della filosofia della cultura, capace di spiegare lo sviluppo storico-concettuale della filosofia classica tedesca.
Secondo Kroner, rifarsi a Hegel significa assumere come attuale il problema che Hegel fu in grado di risolvere: la conciliazione tra coscienza mondana e coscienza religiosa, il superamento dell'antitesi tra antichità e cristianesimo, l'unificazione dello spirito greco con quello tedesco. Per Kroner la dialettica hegeliana è lo strumento speculativo adeguato per superare il pessimismo di Schopenhauer e l'esasperato individualismo di Nietzsche, entro una concezione sistematica che spiega la storia.
La sua opera più importante è Da Kant a Hegel (1921-24). Tra le altre opere: Fine e legge della biologia (1913); L'autorealizzazione dello spirito (1928); Fondazione filosofico-culturale della politica (1931); La funzione religiosa dell'immaginazione (1941).

## Opere tradotte
- Da Kant a Hegel. Vol. 1. Dalla critica della ragione alla filosofia della natura, Morcelliana, Brescia 2020, ISBN 9788837233990.
- Da Kant a Hegel. Vol. 2. Dalla filosofia della natura alla filosofia dello spirito, Morcelliana, Brescia 2021, ISBN 9788837235178.